# Puccinia agrostidis
Puccinia agrostidis ist eine Ständerpilzart aus der Ordnung der Rostpilze (Pucciniales). Der Pilz ist ein Endoparasit von Akeleien und Straußgräsern. Symptome des Befalls durch die Art sind gelbe Rostflecken und Pusteln auf den Blattoberflächen der Wirtspflanzen. Das Verbreitungsgebiet umfasst weite Teile der alten Welt.

## Merkmale
Puccinia agrostidis ist mit bloßem Auge nur anhand der auf der Oberfläche des Wirtes hervortretenden Sporenlager zu erkennen. Sie wachsen in Nestern, die als gelbliche bis braune oder schwärzliche Flecken und Pusteln auf den Blattoberflächen erscheinen.
Das Myzel von Puccinia agrostidis wächst wie bei allen Puccinia-Arten interzellulär und bildet Saugfäden, die in das Speichergewebe des Wirtes wachsen. Ihre Pyknien sind halbkugelig bis kugelig. Die Aecien der Art wachsen als Becherchen in rundlichen Gruppen. Sie besitzen stumpfpolyedrische bis kugelige Aecidiosporen von 14–24 × 12–21 µm, die außenseitig warzig sind. Die Uredien sind strichförmig und hellorange. Ihre Uredosporen sind kugelig bis kurzoval, 17–25 × 13–20 µm groß, orange und warzig. Die Telien der Art sind klein, ringförmig gruppiert und dunkelbraun. Die Teleutosporen sind zweizellig, zylindrisch bis kurzkeulig und 29–55 × 12–20 µm groß. Sie sind bräunlich, ihre Stiele sind sehr kurz und dunkelbraun.

## Verbreitung
Puccinia agrostidis besitzt ein Verbreitungsgebiet, das sich über Afrika, Eurasien und Australien erstreckt.

## Ökologie
Die Wirtspflanzen von Puccinia agrostidis sind als Haplont Akeleien (Aquilegia spp.) sowie Straußgräser (Agrostis spp.) für den Dikaryonten. Der Pilz ernährt sich von den im Speichergewebe der Pflanzen vorhandenen Nährstoffen, seine Sporenlager brechen später durch die Blattoberfläche und setzen Sporen frei. Die Art verfügt über einen Entwicklungszyklus mit Pyknien, Uredien, Telien und Aecidien.